# Stadion Miejski (Tychy)
Das Stadion Miejski w Tychach (deutsch Städtisches Stadion in Tichau) ist ein Fußballstadion in der polnischen Stadt Tychy im Süden der Woiwodschaft Schlesien. Das ehemalige Stadion mit einer Leichtathletikanlage wurde von 1971 bis 2012 vom Fußballverein GKS Tychy genutzt. Danach wurde das Stadion abgerissen und durch einen modernen Neubau ersetzt. In der Zwischenzeit wich der GKS Tychy in das Stadion Sportowy „Victoria“ in Jaworzno aus. Das städtische Stadion bietet nach der Umgestaltung 15.150 überdachte Plätze (14.057 Tribünenplätze, 843 V.I.P.-Sitzplätze und 100 Plätze in den Logen). Hinzu kommen 26 rollstuhlgerechte Plätze. Neben den Fußballspielen des GKS Tychy tritt im Stadion zu besonderen Gelegenheiten auch die American-Football-Mannschaft der Tychy Falcons an.

## Geschichte
Der Bau des alten Stadions begann 1967 und bot bei Fertigstellung 1970 den Zuschauern 20.000 Plätze. Die Spielstätte hatte nur auf der Haupttribüne eine Überdachung und eine Flutlichtanlage fehlte ganz. Mitte der 1970er Jahre füllten bis zu 30.000 Zuschauer die Sportstätte. In der Endphase waren es noch 12.000 Plätze, von denen nur rund 2.620 Sitzplätze waren.
Das neue Stadion wird eine Fußballarena ohne Leichtathletikanlage mit komplett überdachten Rängen. Das Spielfeld in der Normgröße von 105 × 68 Meter wird über eine Rasenheizung, eine Bewässerungsanlage sowie ein Drainage-System verfügen. Neben Fußballspielen sollen auch Konzerte und weitere Veranstaltungen stattfinden. Die Vorarbeiten zum Stadionbau gestalteten sich schwierig. 2010 wurden erste Pläne für ein Fußballstadion mit 18.000 Plätzen für 120 Mio. zł vorgestellt. Im Jahr 2011 gab es das erste Ausschreibungsverfahren, das aber wegen Formfehlern abgebrochen wurde.
Ein zweiter Versuch im Februar 2012 endete darin, dass das Gebot des günstigsten Mitbewerbers den von der Stadt Tychy vorgegebenen finanziellen Rahmen um das Doppelte überschritt. Die Stadt musste ihre Vorgaben herunterschrauben, um den Bau doch zu ermöglichen. Die einschneidendsten Veränderungen waren die Senkung der Kapazität um 3.000 Plätze und der Wegfall der geplanten Tiefgarage. Die dritte und letzte Ausschreibung wurde August 2012 gestartet. Ausgewählt wurde das Bauunternehmen Mostostal Warszawa S.A. aus der Hauptstadt Warschau, die ein Gebot von 128.873.225,62 zł (brutto) abgaben. Am 11. Dezember 2012 konnten die Bauverträge von der Tyski Sport S.A. und der Mostostal Warszawa S.A. unterschrieben werden.
Der Stadionentwurf stammt von Perbo-Projekt Biuro Architektoniczne aus Krakau. Ende Februar 2013 begannen die Abrissarbeiten am alten Stadion Miejski. Bis zum April des Jahres wurden die alten Betontribünen und das Stadiongebäude abgetragen. Währenddessen überarbeiteten die Architekten die Baupläne nach den Einsparungen der Stadt. Mitte Juni 2013 wurden die letzten Räumarbeiten durchgeführt und darauf das Legen der Betonfundamente für die neue Heimat des GKS Tychy beginnen konnte. Der 128,9 Millionen zł teure Bau war nach 30 Monaten abgeschlossen. Eingeweiht wurde das Stadion mit einem Testspiel gegen den 1. FC Köln (0:1), einer Wiederauflage der ersten Runde des UEFA-Pokal 1976/77. Das neue Stadion Miejski erfüllt die Anforderungen der Verbände FIFA wie UEFA und wird in die UEFA-Stadionkategorie 3 eingestuft.
Nach rund zwei Jahren Bauzeit fand am 18. Juli 2015 die Eröffnung der neuen Spielstätte mit der Partie GKS Tychy gegen den 1. FC Köln statt. Der GKS unterlag dem 1. FC mit 0:1. Am 23. Juni 2015 startete der Kartenvorverkauf für die Eröffnung und innerhalb eines Tages waren die 15.068 Karten für das Spiel verkauft. Die Veranstaltungen zur Stadioneinweihung setzen sich am 19. Juli u. a. mit einem Familien-Picknick und einem Jugend-Fußballturnier fort.
Im Juni 2017 war die Fußballarena einer der Austragungsorte der U-21-Fußball-Europameisterschaft. Es fanden drei Gruppenspiele und ein Halbfinale statt.